# Hellmuth van Assendelft
Hellmuth Bruno Walter van Assendelft, född 3 november 1898 i Säiniö (Viborgs län), död 23 december 1977 i Helsingfors, var en finländsk konsthandlare.
van Assendelft reste omkring i hela Finland med målningar på dukar av den tidens främsta konstnärer av vilka de flesta var hans vänner. Han började sin bana på 1920-talet. Redan kring 1915 frekventerade han konstnärscaféet K.M.Brondin, där han blev bekant med många unga konstnärer. Han sålde först tavlor som han fick av dem via sin mor i Viborg. Så småningom gick det upp för honom, att han kunde förtjäna sitt levebröd genom att ta målningar i kommission och sälja dem. Därigenom hjälpte han samtidigt sina konstnärsvänner. Han upplevde därför sig själv mera som en förmedlare av konst än som konsthandlare. I slutet av 1950-talet lät van Assendelft sig övertalas av fru Sara Selin, som planerade att öppna en konstsalong i Helsingfors, att delta i dess verksamhet. Den 19 november 1958 öppnades Galerie Fenestra på Norra Esplanaden med en utställning av konstnärsgruppen Prisma, vars medlemmar hörde till van Assendelfts vänner. Efter tre år fusionerades Galerie Fenestra med Galerie Artek tillsammans med vilket samarbetet fortsatte under ytterligare tre år. Som tecken på konstnärsvännernas uppskattning målade fyra av dem porträtt av honom: Leo Korpela 1937, Eemu Myntti 1938, Eero Nelimarkka 1949 och Mikko Laasio 1972.
van Assendelft var hedersmedlem av Finlands konstnärsförbund, frimurare och medlem av Syraks sällskapliga konstnärsorden. Den 6 december 1970 förlänades han Riddartecknet av I. klass av Finlands Lejons Orden. Sedan 2025 finns en "Minneskollektion över konsthandlaren Hellmuth van Assendelft" deponerad i Kymmenedalens museum i Kotka.

## Privatliv
van Assendelft gifte sig 26 november 1939 med grevinnan Olga von Buxhoeveden. Det nygifta paret var på bröllopsresa i Tammerfors då Vinterkriget bröt ut, så de var tvungna att avbryta resan. Olga hade studerat vid Ateneum, men blev inte konstnärinna. Däremot hjälpte hon vid behov med restaurering av tavlor. Äktenskapet slutade i skilsmässa 1955. van Assendelfts släkt härstammade från Delft i Holland och kom via London och Sankt Petersburg till Karelen i slutet av 1700-talet.